# Mistrovství světa v biatlonu 2015
Mistrovství světa v biatlonu 2015 se konalo od 3. do 15. března 2015 na biatlonovém stadionu Kontiolahti Stadium ve finském Kontiolahti (vlastní závody probíhaly od 5. do 15. března). Většina závodů se běžela za umělého osvětlení.
Jednalo se o 47. ročník mistrovství světa v biatlonu. Výsledky závodů na šampionátu se započítávaly do celkového pořadí světového poháru.
Na mistrovství byl nejúspěšnější francouzský tým, který získal celkem 6 medailí, z toho tři zlaté. Největší zásluhu na tom měla Marie Dorinová Habertová, která zvítězila ve sprintu i ve stíhacím závodu. Navíc obsadila dvě druhá místa s ženskou i smíšenou štafetou a stala se tak nejúspěšnější závodnicí mistrovství. Mezi muži získal nejvíce zlatých medailí Němec Erik Lesser za stíhací závod a za mužskou štafetu. Absolutně nejvíce medailí – celkem pět – získal Tarjei Bø, ovšem většina z nich byla za třetí místa. Největším překvapením mistrovství bylo vítězství Rusky Jekatěriny Jurlovové ve vytrvalostním závodu podobně jako stříbrná medaile Kanaďana Nathana Smithe ze sprintu. Zklamání naopak přineslo mistrovství domácí Kaise Mäkäräinenové, která získala jen jednou bronzovou medaili za vytrvalostní závod. Zcela bez medaile pak zůstala Darja Domračevová, vítězka světového poháru a majitelka tří zlatých medailí ze Soči.
Pro české reprezentanty bylo toto mistrovství se čtyřmi medailemi nejúspěšnějším v historii. Přesvědčivě zvítězili hned v prvním závodě – smíšené štafetě, Gabriela Soukalová přidala stříbrnou medaili z vytrvalostního závodu a Ondřej Moravec stříbrnou ze závodu s hromadným startem a bronzovou z vytrvalostního závodu. Moravec se tak s celkem třemi medailemi přiřadil k nejúspěšnějším závodníkům mistrovství.

## Výběr pořadatelské země
O pořádání Mistrovství světa v biatlonu ve finském Kontiolahti bylo rozhodnuto na základě hlasování delegátů Mezinárodní biatlonové unie 5. září 2010 na kongresu v ruském Petrohradu. Oba kandidáti už dříve několikrát mistrovství světa pořádali. Kontiolahti bylo bráno jako outsider této kandidatury, ale nakonec získalo 23 hlasů a zvítězilo. Oslo obdrželo hlasů 20.

### Prezentace kandidatur
Kontiolahti se prezentovalo jako místo, kde bude téměř jistě v době šampionátu zaručený sníh, díky velkému sněhovému skladu a také chlazeným tratím, které mohou být pokryté sněhem už od října. Pořadatelé se navíc zaručili, že Kontiolahti Stadium bude do roku 2015 vybaven novým systémem osvětlení a novými budovami pro sportovce a správu šampionátu.
Proti tomu norský tým podporoval Oslo prostřednictvím videa, ve kterém biatlonistka Ann Kristin Flatlandová představila stadion a výhody zdejšího regionu jako například umístění šampionátu v hlavním městě.
| Středisko                        | stát   | hlasů | pořadatelství předchozích MS |
| -------------------------------- | ------ | ----- | --- |
| Kontiolahti Stadium, Kontiolahti | Finsko | 23    | 1990 (společně s Minskem a Oslem), 1999 (několik závodů se konalo v Oslu)                                                                                    |
| Holmenkollen, Oslo               | Norsko | 20    | 1986 (pouze závody mužů), 1990 (společně s Minskem a Kontiolahti), 2000 (mužská štafeta se konala ve finském Lahti), 2002 (pouze závody s hromadným startem) |

## Organizace

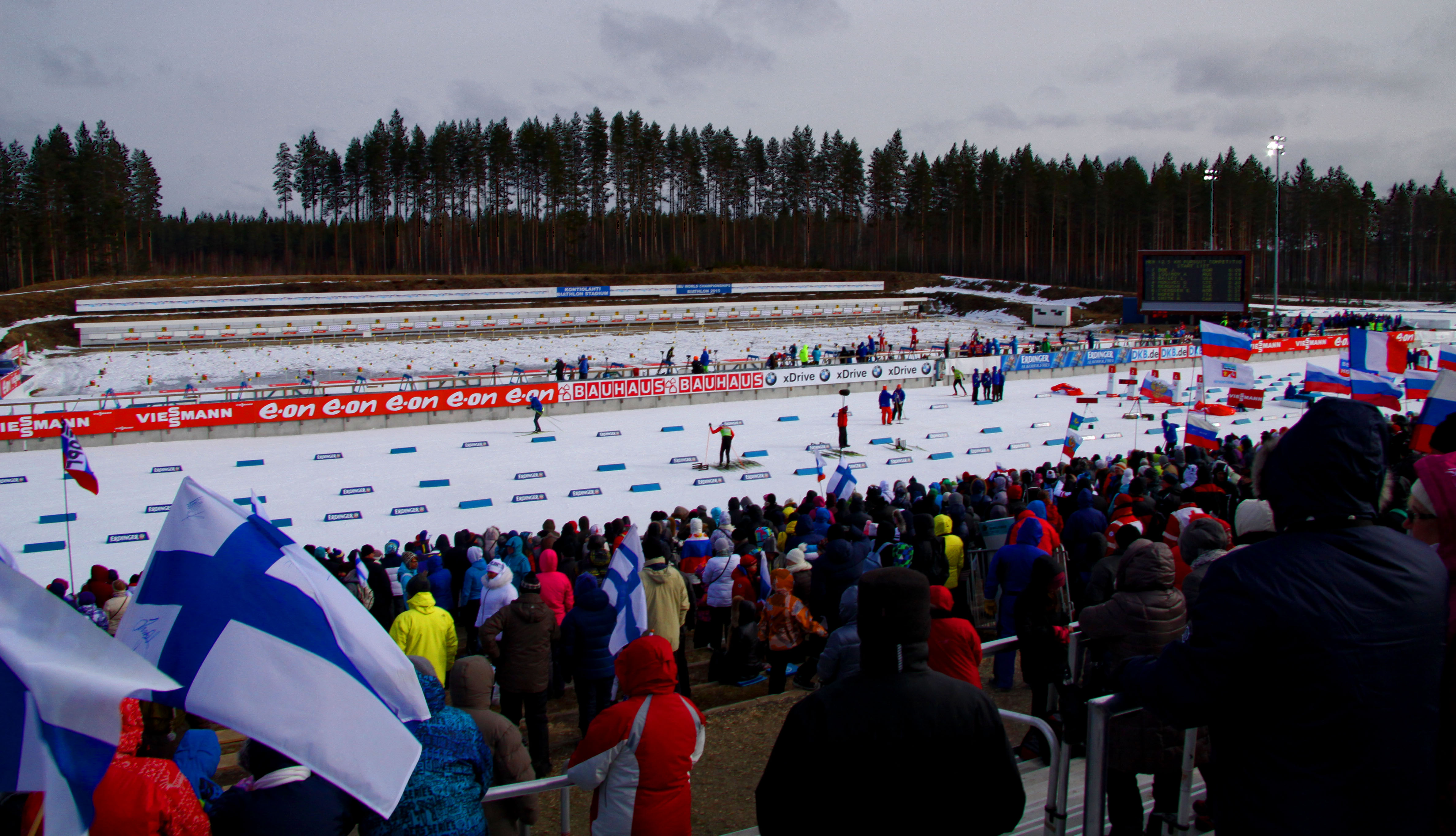
Dějiště mistrovství – Kontiolahti Stadium (snímek z roku 2014)

Mistrovství světa pořádala Mezinárodní biatlonová unie IBU ve spolupráci s finským biatlonovým svazem, hlavním manažerem akce byl Esa Haapala. Vedení závodů zvláště oceňovalo zapojení dobrovolníků a kvalitu tratí, za problém naopak označovalo organizaci dopravy v prvních dnech šampionátu.

### Diváci
Celkově navštívilo šampionát 88 300 diváků, a to ať už přímo na stadionu, nebo na náměstí v nedalekém Joensuu. Pořadatelé byli s tímto číslem spokojeni, i když doufali ve vyšší účast. Prezident IBU Nor Anders Besseberg uvedl, že šampionát sledovalo i mnoho lidí prostřednictvím televize; jednu z největších sledovanosti dosáhlo například Německo, kde přenosy sledovalo šest milionů diváků.

### Mediální pokrytí
Přenos ze šampionátu zajišťovala finská televize Yleisradio, která vysílala 18 hodin přímých přenosů. Celkem se z mistrovství světa odvysílalo přibližně 300 hodin v televizích po celém světě s přibližně 500 milióny diváky. Přenosy zajišťovalo 38 kamer a 300 pracovníků. Kromě toho německá ARD, norská NRK a švédská SVT organizovaly svá vlastní vysílání.
V Česku přenášela program šampionátu Česká televize na kanálu ČT sport. ČT měla na místě malý štáb a do vysílání vkládala přímé vstupy s rozhovory s českými reprezentanty a trenéry.

### Maskoti
Za maskoty mistrovství světa vybrali organizátoři medvědy Nelly a Nalle, kteří ale nebyli pro finské Kontiolahti žádnou novinkou, protože působili už na šampionátu v roce 1999. Navíc se od té doby také účastnili všech závodů Světového poháru v Kontiolahti. Na medvědy padla volba i proto, že město má přímo ve svém znaku vyobrazeného medvěda a navíc slovo Kontio znamená ve finštině medvěd.

## Program závodů
Na programu šampionátu bylo celkem 11 závodů. Muži a ženy absolvovali sprinty, stíhací závody, vytrvalostní závody, závody s hromadným startem a štafety. Navíc také společně absolvovali závod smíšených štafet.
| Den | Datum      | Disciplína                       | Začátek (UTC+2) | Začátek (SEČ) | Počet závodníků |
| --- | ---------- | -------------------------------- | --------------- | ------------- | --------------- |
| Čt  | 5. března  | Smíšená štafeta                  | 18:15           | 17:15         | 26 týmů         |
| So  | 7. března  | Sprint (muži)                    | 14:00           | 13:00         | 129             |
| So  | 7. března  | Sprint (ženy)                    | 17:30           | 16:30         | 105             |
| Ne  | 8. března  | Stíhací závod (muži)             | 14:15           | 13:15         | 60              |
| Ne  | 8. března  | Stíhací závod (ženy)             | 17:00           | 16:00         | 58              |
| St  | 11. března | Vytrvalostní závod (ženy)        | 18:15           | 17:15         | 101             |
| Čt  | 12. března | Vytrvalostní závod (muži)        | 18:15           | 17:15         | 125             |
| Pá  | 13. března | Štafeta (ženy)                   | 18:15           | 17:15         | 25 týmů         |
| So  | 14. března | Štafeta (muži)                   | 17:30           | 16:30         | 27 týmů         |
| Ne  | 15. března | Závod s hromadným startem (ženy) | 14:30           | 13:30         | 30              |
| Ne  | 15. března | Závod s hromadným startem (muži) | 17:15           | 16:15         | 30              |

## Průběh závodů

### Smíšená štafeta
V úvodním závodě – smíšených štafetách – vybojovalo české družstvo přesvědčivým způsobem zlatou medaili. První úsek již tradičně rozjížděla Veronika Vítková, která sice při každé střelbě udělala dvě chyby, ale zásluhou nejlepšího běhu nakonec předávala první (těsně před největším překvapením tohoto úseku, Japonkou Fujuko Suzukiovou). Trenér Ondřej Rybář její výkon zvláště ocenil: „Hodně se rozhodovalo už na prvním úseku, kde Verča měla čtyři dobíjení, ale výborně běžela a udržela čelo.“
Gabriela Soukalová na druhém úseku střílela jako v mnoha posledních závodech čistě, ale předstihly ji dvě nejlepší závodnice tohoto ročníku světového poháru, Finka Kaisa Mäkäräinenová a především Běloruska Darja Domračevová. Přesto předávala jen s malou ztrátou. Michal Šlesingr se brzy dostal na druhé místo a postupně stahoval náskok vedoucího běloruského závodníka Vladimira Čepelina. Oba shodně stříleli (vleže čistě, vstoje s dvěma chybami). Ondřej Moravec pokračoval na posledním úseku ve snižování náskoku Bělorusů. Při první střelecké položce udělal stejně jako pomaleji běžící Jurij Ljadov jednu chybu a krátce po odjezdu ze střelnice Bělorusa předstihl. Bylo zřejmé, že kromě Bělorusů budou o medaile čeští závodníci bojovat ještě s Francouzi a Nory, za něž finišovali čistě střílející Martin Fourcade a Tarjei Bø. Při poslední střelbě minul Moravec opět jeden terč a odjížděl ze střelnice na prvním místě před Fourcadem s náskokem 18 sekund. Ten sice zpočátku náskok ještě mírně stáhl, ale v druhé polovině kola už stejně jako Nor nebyl schopen českého reprezentanta dostihnout. Moravec tak přijel do cíle s bezpečným náskokem a s českou vlajkou v rukou. Česká reprezentace tím dosáhla na zlatou medaili z mistrovství světa po 10 letech, když naposledy vyhrál v roce 2005 Roman Dostál vytrvalostní závod v Hochfilzenu.
Na druhém místě skončila Francie, když Martin Fourcade udržel dostatečný náskok před třetími Nory. Rusko a Německo nenasadily do štafety své nejsilnější závodníky (nestartoval nejlepší Němec Simon Schempp ani nejlepší Ruska Jekatěrina Glazyrinová) a jejich štafety skončily na šestém (Německo) a desátém místě (Rusko).

### Závody ve sprintech
Mužské i ženské střelby ovlivnil nárazový vítr a u žen i sněžení. Vedoucí závodníci této disciplíny zde výrazně chybovali: Darja Domračevová zasáhla z deseti terčů jen pět a Simon Schempp jen tři.
Českým mužům vyšla střelba lépe než ženám. Nezískali sice žádnou medaili, ale mezi prvními patnácti měli jako jediní tři zástupce: sedmý skončil Michal Šlesingr, devátý Ondřej Moravec a jedenáctý bezchybně střílející Jaroslav Soukup. Závod vyšel nejlépe Norům: bratři Johannes Thingnes Bø a Tarjei Bø získali zlatou a bronzovou medaili. Nečekaně druhý byl Kanaďan Nathan Smith, který dosud neměl pódiové umístění nejen z mistrovství světa, ale ani z žádného závodu světového poháru.
České ženy byly více ovlivněny měnícími se podmínkami: např. Eva Puskarčíková nechybovala vleže ani jednou, naopak vstoje šly všechny její rány mimo. Ani ostatním českým reprezentantkám střelba nevyšla, a i když Veronika Vítková a oproti dřívějším sprintům i Gabriela Soukalová rychle běžely, nestačilo to na lepší než 15. a 18. místo. Jedinou bezchybně střílející byla Weronika Nowakowská-Ziemniaková, která získala stříbrnou medaili. Zvítězila stále se zlepšující Francouzka Marie Dorinová Habertová.

### Stíhací závody
Tyto nedělní závody se jely již v lepším počasí a nedošlo proto k tolika překvapením jako v sobotu. Michal Šlesingr udělal při první střelbě jednu chybu, ale pak střílel čistě a postupně se propracovával dopředu. Poslední položku vstoje zvládl Šlesingr také bezchybně, i když předposlední ránu dlouho zaměřoval. Vyjížděl čtvrtý se ztrátou šesti sekund na dvojici Tarjei Bø, Anton Šipulin. Jejich ztrátu postupně snižoval, ale tyto velmi dobré běžce již nepředjel a skončil tak čtvrtý. Ondřej Moravec do poloviny závodu stahoval náskok na nejlepší, ale s celkově dvěma chybami na střelnici nedosáhl na lepší než deváté místo. Zvítězil Erik Lesser, který jako jediný zvládl čistě všech 20 střeleckých položek.
V závodě žen zlepšující se podmínky paradoxně nesvědčily Veronice Vítkové, když v obou střelbách vleže udělala po dvou chybách. „Možná se Verča zalekla toho, že se oproti nástřelu trochu uklidnil vítr,“ komentoval to trenér žen Zdeněk Vítek. Další střelby vstoje už zvládla česká reprezentantka bezchybně, ale stačilo to jen na 11. místo. Závod se vydařil Gabriele Soukalové, která udělala jen jednu chybu hned při první střelbě. Pak už střílela třikrát čistě a tak se z 18. místa na začátku závodu postupně propracovala až na konečné páté místo. Způsobem start–cíl zvítězila Francouzka Marie Dorinová Habertová, která tak získala dvě zlaté medaile ve dvou dnech.

### Vytrvalostní závody
Gabriela Soukalová zahájila závod velmi dobře – rychle běžela a čistě střílela, i když při třetí střelbě dvě rány z pěti mířily na samý okraj terče. Až při závěrečné položce vstoje se jí předposlední střela nepovedla. Přesto se udržovala na průběžném prvním místě, když Italka Dorothea Wiererová o několik minut později doběhla za ní jen o 1,6 sekundy. Ještě blíže se Soukalové přiblížila domácí Kaisa Mäkäräinenová, která sice měla po poslední střelbě ztrátu 32 sekund, ale za vydatné podpory diváků ji nečekaně rychle snižovala; přesto dokončila 1,2 sekundy za Soukalovou. Trenéři i reportéři ČT už věřili, že Soukalovou nikdo nepředstihne. Nakonec ji však porazila málo známá Ruska Jekatěrina Jurlovová, jejímž nejlepším umístěním do té doby byla dvě pátá místa v závodech světového poháru. Rychle a jako jediná závodnice čistě střílela, a i když běžela o téměř minutu a půl pomaleji, nakonec Soukalovou o 23 sekund porazila. Česká reprezentantka tak získala stříbrnou medaili, první svoji individuální medaili z mistrovství světa.
Další Češka Veronika Vítková sice při střelbách udělala dvě chyby, a i když se jí podle jejích slov neběželo dobře, skončila díky dobrému běhu osmá. Eva Puskarčíková s dvěma chybami doběhla na 24. místě. V závodu překvapivě nestartovala vítězka obou předcházejících individuálních běhů na tomto mistrovství světa Marie Dorinová Habertová, která podle svých slov neměla na této trati velké šance na úspěch.
Ve stejné soutěži mužů se největší šance z českých reprezentantů přisuzovaly Michalu Šlesingrovi, který v dosavadních závodech na tomto mistrovství skončil vždy do 7. místa. Šlesingr však minul hned první terč a v průběhu závodu přidal další dvě chyby. Přesto si druhým nejlepším během udržoval dobrou pozici a skončil nakonec na 14. místě. Další český reprezentant Ondřej Moravec začal jen o málo pomaleji než Šlesingr. Při druhé střelbě udělal jednu chybu, pak však již střílel čistě a postupně se propracovával dopředu. Na začátku posledního kola byl čtvrtý, s 14sekundovou ztrátou na bezchybně střílejícího francouzského závodníka Simona Fourcada. Tuto ztrátu však dokázal smazat – v cíli měl o 5 sekund lepší čas než Francouz a figuroval na průběžném třetím místě. Několik dalších favoritů však stále bylo na trati, například norská legenda Ole Einar Bjørndalen nebo bezchybně střílející Rus Alexej Volkov, a proto nebyla Moravcova bronzová medaile jistá. Všichni, především vinou horšího běhu, však dojížděli do cíle až na dalších místech. Posledním závodníkem, který mohl českého reprezentanta ohrozit, byl Němec Arnd Peiffer. Ten však při poslední střelbě minul dva terče a Moravec si oddychl: „Kdybych měl dneska zase brambory, asi bych si to šel hodit“. Narážel tím na svoje dvě čtvrtá místa na minulém světovém šampionátu v Novém Městě na Moravě.
V závodě zvítězil především díky nejrychlejšímu běhu Martin Fourcade, pro nějž to byla po stříbru ze smíšené štafety druhá medaile z tohoto mistrovství. Druhé místo obsadil Nor Emil Hegle Svendsen, kterému se v posledních závodech příliš nedařilo.

### Štafety
V štafetě žen byly největšími favoritkami české reprezentantky, které vyhrály tři z předcházejících pěti závodů ve světovém poháru. Tradičně na prvním úseku jedoucí Eva Puskarčíková začala sice trochu pomaleji a po dvou dobíjeních při střelbě vstoje předávala až na 12. místě, ale v kontaktu s vedoucími závodnicemi. Gabriela Soukalová odstřílela svoje položky čistě; při druhé zastávce na střelnici tak využila zaváhání několika soupeřek a dostala se do čela. Před koncem úseku ji sice předjela Italka, ale dokončila na druhém místě s jen dvousekundovou ztrátou. Jitka Landová už při střelbě vleže využila všech 8 nábojů a propadla se na 8. místo. Po střelbě vstoje pro ni čtyři nepřesné střely znamenaly trestné kolo, vůbec první pro české ženské štafety v tomto ročníku světového poháru. Landová se pak chyby snažila napravit dobrým během, ale rozestupy v této fázi závodu byly už tak velké, že se posunula jen na 8. místo. Také Veronika Vítková se na posledním úseku posouvala v průběžném pořadí dopředu, ale na střelnici potvrdila, že střelba vleže jí v posledním období nevycházela: musela na dvě trestná kola. Vstoje sice nechybovala, ale to ji už k lepšímu místu nepomohlo a tak české reprezentantky skončily nakonec osmé, což byl jejich nejhorší výsledek za poslední rok. Přesto získaly malý křišťálový globus za celkové prvenství v hodnocení této disciplíny.
U českých mužů začal stejnou disciplínu Michal Krčmář, který čistě střílel a předával na čtvrtém místě Jaroslavu Soukupovi. Ten si na druhém úseku sice přišlápl hůlku a spadl, ale ztratil tím jen několik sekund. Zato zvládl čistě střelbu vstoje, která se mu v posledním období nedařila, a díky tomu předával jen se ztrátou 18 sekund na vedoucí Francouze. Michal Šlesingr udělal sice dvě chyby při své druhé střelbě, ale protože ani ostatním štafetám se s výjimkou vedoucích – a nakonec i vítězných – Němců příliš nedařilo, dostal se na druhé místo. Na tom se zpočátku udržoval také Ondřej Moravec, který však ztratil dvě místa při střelbě vleže, kdy musel vinou svých chyb i padajícího Svendsena, který do něj strčil, využít všechny náhradní náboje. Ještě větší problémy postihly Moravce při poslední střelbě, kdy chtěl po třetí střele příliš rychle dobít, zasekla se mu prázdná nábojnice a zbylé náboje musel vkládat do komory ručně. Trenér Rybář to komentoval slovy „Ten poslední úsek je strašně těžký, tam si chyby nemůžeme dovolit, jenže on je udělal.“ Do posledního kola odjížděl Moravec šestý a i když se mu podařilo dostihnout Rakušana Dominika Landertingera, v cílové rovince jej už nedokázal předjet. Česká štafeta tak skončila o 0,3 sekundy šestá.

### Závody s hromadným startem
Při závodu žen panovalo velmi dobré počasí a i díky tomu střílela většina závodnic první položku čistě; jen Veronika Vítková a domácí Kaisa Mäkäräinenová udělaly tři chyby a ztratily tak naději na medaile i dobré umístění. Brzy všem začala odjíždět Darja Domračevová, která na tomto mistrovství nezískala zatím žádnou medaili. Gabriela Soukalová se udržovala ve skupině, která Bělorusku stíhala. Ta při třetí střelbě dvakrát chybovala; Soukalová zastřílela čistě a na chvíli se dostala do čela závodu. Brzy ji však předjela pozdější vítězka – Ukrajinka Valentyna Semerenková. Při poslední zastávce na střelnici udělala Soukalová jednu chybu při poslední střele. Odjížděla čtvrtá, ale na zlepšení pozice už neměla síly. Sice předjela Němku Hildebrandovou, jenže se před ní dostaly Italka Oberhoferová a Domračevová. Přesto byla Soukalová s pátým místem spokojená. Veronika Vítková po dalších třech chybách na střelnici skončila na předposledním 29. místě.
Ve stejné soutěži mužů udělali všichni čeští reprezentanti hned při první střelbě po jedné chybě. Zatímco Ondřej Moravec a Michal Šlesingr se brzy dotáhli na hlavní skupinu závodníků, Jaroslavu Soukupovi se to už nepodařilo a po dalších dvou chybách při třetí střelbě skončil na 24. místě. Moravec zastřílel všechny další položky čistě a od poloviny závodu se udržoval ve vedoucí skupině. Poslední položku odstříleli čistě rovněž Norové Ole Einar Bjørndalen, Tarjei Bø a Slovinec Jakov Fak. Tato trojice spolu s Moravcem odjížděla ze střelnice s více než desetisekundovým náskokem před pronásledovateli. Zatímco veterán Bjørndalen už neměl rychlost, Jakov Fak nastoupil před posledním velkým stoupáním a malý náskok udržel až do cíle. Zachytit se ho dokázal jen Moravec, který si tím dojel pro druhé místo a získal tak svoji třetí medaili na tomto mistrovství světa. „Nastoupil už v kopci a tam mi cuknul,“ popsal Moravec závěr závodu.
Michal Šlesingr při třetí střelbě udělal, stejně jako vedoucí závodník světového poháru Martin Fourcade, dvě chyby a propadl se až na 22. místo. Na rozdíl od Fourcada se český reprezentant dokázal propracovat dopředu a téměř dojel vedoucí čtveřici. Oproti Soukalové však nebyl se svým pátým místem spokojen.

## Medailisté

### Muži
| Disciplína                                | Zlato                                                      | Výkon     | Stříbro                                                                        | Výkon     | Bronz                                                                                | Výkon     |
| Vytrvalostní závod (20 km) detaily        | Martin Fourcade                                            | 47:29,4   | Emil Hegle Svendsen                                                            | 47:50,3   | Ondřej Moravec                                                                       | 48:09,9   |
| Sprint (10 km) detaily                    | Johannes Thingnes Bø                                       | 24:12,8   | Nathan Smith                                                                   | 24:24,9   | Tarjei Bø                                                                            | 24:38,1   |
| Stíhací závod (12,5 km) detaily           | Erik Lesser                                                | 30:47,9   | Anton Šipulin                                                                  | 31:04,9   | Tarjei Bø                                                                            | 31:06,6   |
| Závod s hromadným startem (15 km) detaily | Jakov Fak                                                  | 36:24,9   | Ondřej Moravec                                                                 | 36:25,9   | Tarjei Bø                                                                            | 36:28,6   |
| Štafeta (4×7,5 km) detaily                | Německo Erik Lesser Daniel Böhm Arnd Peiffer Simon Schempp | 1:13:49,5 | Norsko Ole Einar Bjørndalen Tarjei Bø Johannes Thingnes Bø Emil Hegle Svendsen | 1:14:04,9 | Francie Simon Fourcade Jean-Guillaume Béatrix Quentin Fillon Maillet Martin Fourcade | 1:14:23,1 |

### Ženy
| Disciplína                                  | Zlato                                                                                  | Výkon     | Stříbro                                                                                   | Výkon     | Bronz                                                                           | Výkon     |
| Vytrvalostní závod (15 km) detaily          | Jekatěrina Jurlovová                                                                   | 41:32,2   | Gabriela Soukalová                                                                        | 41:55,4   | Kaisa Mäkäräinenová                                                             | 41:56,6   |
| Sprint (7,5 km) detaily                     | Marie Dorinová Habertová                                                               | 22:16,8   | Weronika Nowakowská-Ziemniaková                                                           | 22:26,4   | Valentyna Semerenková                                                           | 22:36,5   |
| Stíhací závod (10 km) detaily               | Marie Dorinová Habertová                                                               | 30:07,7   | Laura Dahlmeierová                                                                        | 30:23,0   | Weronika Nowakowská-Ziemniaková                                                 | 30:39,3   |
| Závod s hromadným startem (12,5 km) detaily | Valentyna Semerenková                                                                  | 34:32,9   | Franziska Preussová                                                                       | 34:39,1   | Karin Oberhoferová                                                              | 34:45,5   |
| Štafeta (4×6 km) detaily                    | Německo Franziska Hildebrandová Franziska Preussová Vanessa Hinzová Laura Dahlmeierová | 1:11:54,6 | Francie Anaïs Bescondová Enora Latuillièreová Justine Braisazová Marie Dorinová Habertová | 1:12:54,9 | Itálie Lisa Vittozziová Karin Oberhoferová Nicole Gontierová Dorothea Wiererová | 1:13:00,7 |

### Smíšená štafeta
| Disciplína                               | Zlato                                                                    | Výkon     | Stříbro                                                                                  | Výkon     | Bronz                                                                | Výkon     |
| Smíšená štafeta (2×6 + 2×7,5 km) detaily | Česko Veronika Vítková Gabriela Soukalová Michal Šlesingr Ondřej Moravec | 1:20:27,2 | Francie Anaïs Bescondová Marie Dorinová Habertová Jean-Guillaume Béatrix Martin Fourcade | 1:20:47,4 | Norsko Fanny Hornová Tiril Eckhoffová Johannes Thingnes Bø Tarjei Bø | 1:20:54,9 |

## Medailové pořadí

### Medailové pořadí zemí
| Pořadí | Země      | Zlato | Stříbro | Bronz | Celkově |
| ------ | --------- | ----- | ------- | ----- | ------- |
| 1.     | Francie   | 3     | 2       | 1     | 6       |
| 2.     | Německo   | 3     | 2       | 0     | 5       |
| 3.     | Norsko    | 1     | 2       | 4     | 7       |
| 4.     | Česko     | 1     | 2       | 1     | 4       |
| 5.     | Rusko     | 1     | 1       | 0     | 2       |
| 6.     | Ukrajina  | 1     | 0       | 1     | 2       |
| 7.     | Slovinsko | 1     | 0       | 0     | 1       |
| 8.     | Polsko    | 0     | 1       | 1     | 2       |
| 9.     | Kanada    | 0     | 1       | 0     | 1       |
| 10.    | Itálie    | 0     | 0       | 2     | 2       |
| 11.    | Finsko    | 0     | 0       | 1     | 1       |
|        | Celkem    | 11    | 11      | 11    | 33      |

### Individuální medailové pořadí
| Pořadí                                 | Závodník                              | Zlato | Stříbro | Bronz | Celkově |
| -------------------------------------- | ------------------------------------- | ----- | ------- | ----- | ------- |
| 1.                                     | Marie Dorinová Habertová (FRA)        | 2     | 2       | 0     | 4       |
| 2.                                     | Erik Lesser (GER)                     | 2     | 0       | 0     | 2       |
| 3.                                     | Ondřej Moravec (CZE)                  | 1     | 1       | 1     | 3       |
| 3.                                     | Martin Fourcade (FRA)                 | 1     | 1       | 1     | 3       |
| 3.                                     | Johannes Thingnes Bø (NOR)            | 1     | 1       | 1     | 3       |
| 6.                                     | Gabriela Soukalová (CZE)              | 1     | 1       | 0     | 2       |
| 6.                                     | Laura Dahlmeierová (GER)              | 1     | 1       | 0     | 2       |
| 6.                                     | Franziska Preussová (GER)             | 1     | 1       | 0     | 2       |
| 9.                                     | Valentyna Semerenková (UKR)           | 1     | 0       | 1     | 2       |
| 10.                                    | Michal Šlesingr (CZE)                 | 1     | 0       | 0     | 1       |
| 10.                                    | Veronika Vítková (CZE)                | 1     | 0       | 0     | 1       |
| 10.                                    | Daniel Böhm (GER)                     | 1     | 0       | 0     | 1       |
| 10.                                    | Franziska Hildebrandová (GER)         | 1     | 0       | 0     | 1       |
| 10.                                    | Vanessa Hinzová (GER)                 | 1     | 0       | 0     | 1       |
| 10.                                    | Arnd Peiffer (GER)                    | 1     | 0       | 0     | 1       |
| 10.                                    | Simon Schempp (GER)                   | 1     | 0       | 0     | 1       |
| 10.                                    | Jekatěrina Jurlovová (RUS)            | 1     | 0       | 0     | 1       |
| 10.                                    | Jakov Fak (SLO)                       | 1     | 0       | 0     | 1       |
| 19.                                    | Weronika Nowakowská-Ziemniaková (POL) | 0     | 1       | 1     | 2       |
| 19.                                    | Jean-Guillaume Béatrix (FRA)          | 0     | 1       | 1     | 2       |
| 21.                                    | Anaïs Bescondová (FRA)                | 0     | 2       | 0     | 2       |
| 21.                                    | Emil Hegle Svendsen (NOR)             | 0     | 2       | 0     | 2       |
| 23.                                    | Tarjei Bø (NOR)                       | 0     | 1       | 4     | 5       |
| 24.                                    | Justine Braisazová (FRA)              | 0     | 1       | 0     | 1       |
| 24.                                    | Enora Latuillièreová (FRA)            | 0     | 1       | 0     | 1       |
| 24.                                    | Nathan Smith (CAN)                    | 0     | 1       | 0     | 1       |
| 24.                                    | Ole Einar Bjørndalen (NOR)            | 0     | 1       | 0     | 1       |
| 24.                                    | Anton Šipulin (RUS)                   | 0     | 1       | 0     | 1       |
| 29.                                    | Karin Oberhoferová (ITA)              | 0     | 0       | 2     | 2       |
| 30.                                    | Kaisa Mäkäräinenová (FIN)             | 0     | 0       | 1     | 1       |
| 30.                                    | Simon Fourcade (FRA)                  | 0     | 0       | 1     | 1       |
| 30.                                    | Quentin Fillon Maillet (FRA)          | 0     | 0       | 1     | 1       |
| 30.                                    | Nicole Gontierová (ITA)               | 0     | 0       | 1     | 1       |
| 30.                                    | Lisa Vittozziová (ITA)                | 0     | 0       | 1     | 1       |
| 30.                                    | Dorothea Wiererová (ITA)              | 0     | 0       | 1     | 1       |
| 30.                                    | Tiril Eckhoffová (NOR)                | 0     | 0       | 1     | 1       |
| 30.                                    | Fanny Hornová Birkelandová (NOR)      | 0     | 0       | 1     | 1       |
|                                        | Celkem                                | 20    | 20      | 20    | 60      |
| závody se započítáním soutěží družstev |                                       |       |         |       |         |